# Johannes Spiecker
Johannes Spiecker (* 29. März 1856 in Boppard; † 19. Januar 1920 in Barmen) war ein deutscher evangelischer Missionar und Missionsinspektor der Rheinischen Missionsgesellschaft.

## Leben
Spiecker studierte Evangelische Theologie, zuerst an der Universität Tübingen, wo er sich dem Tübinger Wingolf anschloss, später an der Universität Bonn. 1883 wurde er Pfarrer in Herchen an der Sieg, 1885 Lehrer am Missionshaus der Rheinischen Missionsgesellschaft in Barmen, wo er 1899 zum Missionsinspektor aufstieg. In den Jahren 1902–1903 und 1905–1907 unternahm er ausgedehnte Inspektionsreisen durch das südliche Afrika. Sein Tagebuch aus dieser Zeit ist eine wichtige Quelle für die Niederschlagung des Aufstandes der Herero und Nama.
Von 1908 bis zu seinem Tod war Spiecker als Nachfolger von Gottlob Haußleiter Direktor der Rheinischen Missionsgesellschaft. 1910/11 unternahm er eine Inspektionsreise nach  Niederländisch-Indien, dem heutigen Indonesien, auf der er schwer an Typhus erkrankte. Er starb mit 63 Jahren an einer Infektionskrankheit.

## Familie
Spiecker war ein Sohn des Kaufmanns Fritz Spiecker (1817–1869) und dessen Ehefrau Luise geb. Wirtz. Der Vater war in zahlreichen kirchlichen Vereinen aktiv und wirkte auch als Kirchmeister in der evangelisch-reformierten Gemeinde in Boppard. Spieckers älterer Bruder war der Industrielle Friedrich Albert Spiecker, der eine wichtige Rolle bei der Inneren Mission und anderen Vereinigungen des deutschen Protestantismus spielte.
Spiecker war seit dem 24. August 1884 mit Johanna geb. Wetschky verheiratet. Aus der Ehe gingen acht Kinder hervor. Die Söhne Hans und Theo fielen im Herbst 1916 in der Schlacht an der Somme.

## Schriften
- Er führet mich auf rechter Straße. Bertelsmann, Gütersloh 1903.
- Die Rheinische Mission im Hereroland. Zugleich Visitationsbericht des Missionsinspektors Pastor Spiecker (= Rheinische Missions-Schriften, Nr. 130). Verlag des Missionshauses, Barmen 1907.
- Die Rheinische Mission nach dem Kriege. Verlag des Missionshauses, Barmen 1919.
- Mein Tagebuch: Erfahrungen eines deutschen Missionars in Deutsch-Südwestafrika 1905–1907. Hrsg. von Lisa Kopelmann und Martin Siefkes. Simon-Verl. für Bibliothekswissen, Berlin 2013. ISBN 978-3-940862-41-9.